# Staša Gejo
Staša Gejo (* 25. listopadu 1997 Niš, Jugoslávie) je srbská reprezentantka ve sportovním lezení. Vítězka světových her, mistryně Evropy a juniorská mistryně světa v boulderingu. Lezení se věnuje celá rodina: otec, matka i sestra.

## Výkony a ocenění
- 2016: za sedmé místo na mistrovství světa v boulderingu se nominovala na světové hry 2017 v polské Vratislavi, které vyhrála
- 2016-2018: nominace na prestižní mezinárodní závody Rock Master v italském Arcu, tři medaile
- 2017: první srbský lezec vůbec, který získal medaili i zlatou na mistrovství Evropy, stalo se tak v boulderingu

### Závodní výsledky
| Světové hry | Světové hry |
| Rok         | 2017        |
| ----------- | ----------- |
| Bouldering  | 1           |

| Arco Rock Master | Arco Rock Master | Arco Rock Master | Arco Rock Master |
| Rok              | 2016             | 2017             | 2018             |
| ---------------- | ---------------- | ---------------- | ---------------- |
| Bouldering       | 3                | 2                | 3                |

| Mistrovství světa | Mistrovství světa |
| Rok               | 2016              |
| ----------------- | ----------------- |
| Bouldering        | 7                 |

| Světový pohár | Světový pohár | Světový pohár | Světový pohár | Světový pohár | Světový pohár       | Světový pohár     |
| Rok           | 2013          | 2014          | 2015          | 2016          | 2017                | 2018              |
| ------------- | ------------- | ------------- | ------------- | ------------- | ------------------- | ----------------- |
| Obtížnost     | —             | 0             | —             | —             | 42-43               |                   |
| jednotlivě*   | —             | 38-39         | —             | —             | 15,-,-,-, -,-,-,-   |                   |
|               |               |               |               |               |                     |                   |
| Bouldering    | 0             | —             | 24            | 18-19         | 6                   | 4                 |
| jednotlivě*   | ,47-48,       | —             | ,5,           | 5,-,9,-,-,-,9 | 4,-,27-28, 8,10,6,4 | x,-,4,4,,15,13-14 |
|               |               |               |               |               |                     |                   |
| Kombinace     | —             | —             | —             | —             | 19                  |                   |

* poznámka: nalevo jsou poslední závody v roce;
v roce 2017 se kombinace počítala i za jednu disciplínu
| Mistrovství Evropy | Mistrovství Evropy |
| Rok                | 2017               |
| ------------------ | ------------------ |
| Bouldering         | 1                  |

| Adidas Rockstars | Adidas Rockstars |
| Rok              | 2016             |
| ---------------- | ---------------- |
| Bouldering       | 4                |

| Mistrovství světa juniorů | Mistrovství světa juniorů |
| Rok                       | 2015 juniorky             |
| ------------------------- | ------------------------- |
| Bouldering                | 1                         |

| Mistrovství Evropy juniorů | Mistrovství Evropy juniorů | Mistrovství Evropy juniorů | Mistrovství Evropy juniorů | Mistrovství Evropy juniorů | Mistrovství Evropy juniorů |
| Rok                        | 2012 kat. B                | 2013 kat. A                | 2014 kat. A                | 2015 juniorky              | 2016 juiorky               |
| -------------------------- | -------------------------- | -------------------------- | -------------------------- | -------------------------- | -------------------------- |
| Obtížnost                  | 2                          | —                          | —                          | —                          | —                          |
| Bouldering                 | —                          | 3                          | 2                          | 1                          | 1                          |

| Evropský pohár juniorů | Evropský pohár juniorů | Evropský pohár juniorů | Evropský pohár juniorů | Evropský pohár juniorů | Evropský pohár juniorů |
| Rok                    | 2012 kat. B            | 2013 kat. A            | 2014 kat. A            | 2015 juniorky          | 2016 juniorky          |
| ---------------------- | ---------------------- | ---------------------- | ---------------------- | ---------------------- | ---------------------- |
| obtížnost              | 1                      | —                      | —                      | —                      | —                      |
| jednotlivě*            | x                      | —                      | —                      | —                      | —                      |
|                        |                        |                        |                        |                        |                        |
| Bouldering             | —                      | 1                      | 2                      | 1                      | 1                      |
| jednotlivě*            | —                      | x                      | x                      | x                      | x                      |

* poznámka: nalevo jsou poslední závody v roce